# Chungjeong av Goryeo
Chungjeong av Goryeo, född 1338, död 1352, var en koreansk monark. Han var kung av Korea 1348–1351. 